# John Bryant
John Henry Bryant III (Berkeley (California); 13 de junio de 1987) es un jugador de baloncesto estadounidense que juega en las filas del Mitteldeutscher BC de la Basketball Bundesliga. Mide 2,11 metros de altura y ocupa la posición de pívot.

## Trayectoria deportiva

### Universidad
Estuvo en el Pinole Valley High School en Pinole (California) antes de ir la Universidad. Bryant jugó para los Santa Clara Broncos de 2005 a 2009. A muchos críticos les preocupaba su peso y según ellos al no ser un jugador atlético, lo tendría muy difícil para triunfar en la liga, que es conocida por sus numerosos jugadores atléticos, pero se equivocaron. Bryant fue el pívot titular durante su primer año, con un promedio de 6.6 puntos y 6.2 rebotes por partido y ganándose un puesto en el all-freshman team de la WCC. Siguió con su evolución en el segundo año, aumentando sus promedios a 10,4 puntos y 6,7 rebotes por partido.
Bryant mejoró su juego considerablemente como junior. Promedió 18 puntos por partido y lideró la WCC en rebotes (9.6) y tapones (2.3). Fue premiado entrando en el first team All-WCC.
En el verano de 2008 estaba mejorando su condición física, pero casi se fue todo al traste cuando fue apuñalado justo antes de empezar la temporada 2008-2008. Sin embargo, tuvo una rápida recuperación y un destacado último año. Lideró la NCAA en dobles-dobles con 26 y terminó segundo en rebotes, solo por detrás de Blake Griffin, (14.2 por 14.4). Fue nombrado de nuevo en el first team All-WCC y fue nombrado Jugador del Año de la WCC. Además tuvo una mención honorífica All-American por Associated Press.

### Profesional
Después de no ser elegido en el Draft de la NBA de 2009, vivió su primera experiencia como profesional en el Erie BayHawks de la D-League, donde en 49 partidos promedió 13.4 puntos, 9.5 rebotes y 1.5 tapones.
En 2010 fichó por el ratiopharm Ulm alemán, donde en su primera temporada promedió 14.7 puntos y 10.9 para ser el máximo reboteador de la liga y el más valorado (con 20.9 de valoración de media), además de ser elegido en el primer equipo de la Bundesliga.
El 24 de marzo de 2011 renovó por Ulm por dos años. En su segunda temporada acaparó todos los premios: Volvió a ser elegido en el primer equipo de la Bundesliga, participó en el All-Star donde fue el MVP, volvió a ser el máximo reboteador con 9.4 rebotes por partido y el más valorado con 20.4 de valoración y para concluir también fue el MVP de la temporada.
En su tercera y última temporada en Ulm, fue elegido por tercera vez en el primer equipo de la Bundesliga, consiguió su segundo MVP de la temporada, participó en el All-Star y por segunda vez fue el MVP. A esto le añadió ser el jugador defensivo de la liga y ser elegido en el primer equipo de la Eurocup. Después de que Ulm fuera eliminado en semifinales de play-offs, Bryant anunció que dejaba el equipo para dar el salto y jugar en un club grande. Con Ulm fue subcampeón de liga en 2012 y subcampeón de copa en 2013.
En julio de 2013 firmó por dos años con el Bayern. En su primer año disputó por primera vez la Euroliga, alcanzando el Top 16 y fue campeón de liga. En la temporada 2014-2015 fue subcampeón de liga tras perder 3-2 en la final contra el Brose Baskets. Promedió 13.4 puntos por partido y 7.6 rebotes, volviendo a ser uno de los mejores de la liga y en la Euroliga se reafirmó como uno de los mejores pívots de la competición, con unos promedios de 10.8 puntos por partido y 7.7 rebotes.
En julio de 2015 amplió su contrato por otros dos años aunque en agosto de rompía su último año de vinculación con los alemanes y llegaba como agente libre al Valencia Basket Club para un año. Sin embargo, fue cortado por el club al poco de empezar la temporada, debido a su estado de forma.
Desde 2017 a 2020, jugaría en las filas del Gießen 46ers de la Basketball Bundesliga.
En noviembre de 2020, tras comenzar la temporada sin equipo, firma por el Uni Baskets Paderborn de la ProA (Basketball Bundesliga).
En enero de 2021, regresa al Gießen 46ers de la Basketball Bundesliga.
En la temporada 2022-23, firma por el Mitteldeutscher BC de la Basketball Bundesliga.

## Estadísticas

### Euroliga
| Año       | Equipo | PJ | PT | MPP  | %TC  | %3P  | %TL  | RPP | APP | ROB | TPP | PPP  |
| --------- | ------ | -- | -- | ---- | ---- | ---- | ---- | --- | --- | --- | --- | ---- |
| 2013-2014 | Bayern | 24 | 22 | 20.5 | .439 | .200 | .667 | 6.5 | 1.2 | .4  | .4  | 7.8  |
| 2014-2015 | Bayern | 10 | 8  | 22.2 | .455 | .273 | .767 | 7.7 | 1.5 | .4  | .6  | 10.8 |
| Total     |        | 34 | 30 | 21.0 | .444 | .222 | .716 | 6.9 | 1.3 | .4  | .4  | 8.7  |